# Ḻ
La ele con macrón suscrito (Mayúscula: Ḻ minúscula: ḻ), es un grafema utilizado en la escritura de múltiples idiomas como: Dhangu-djangu, Gumatj, Kalinga, Mapuche, Nunggubuyu , Pitjantjatjara, Seri, Yele, Zapoteco de Cajonos, Mitla Zapoteco, Zapoteco mixtepec, Zapoteco yateé, yatzachi zapoteco y en una romanización del tamil. Esta es la letra L diacrítica con un macrón suscrito. No debe confundirse con 'L̲, l̲'.

## Codificación
La ele con macrón suscrito se puede representar con los siguientes caracteres Unicode:
| Carácter      | Ḻ                                      | Ḻ                                      | ḻ                                    | ḻ                                    |
| ------------- | -------------------------------------- | -------------------------------------- | ------------------------------------ | ------------------------------------ |
| Unicode       | LATIN CAPITAL LETTER L WITH LINE BELOW | LATIN CAPITAL LETTER L WITH LINE BELOW | LATIN SMALL LETTER L WITH LINE BELOW | LATIN SMALL LETTER L WITH LINE BELOW |
| Codificación  | decimal                                | hex                                    | decimal                              | hex                                  |
| Unicode       | 7738                                   | U+1E3A                                 | 7739                                 | U+1E3B                               |
| UTF-8         | 225 184 186                            | E1 B8 BA                               | 225 184 187                          | E1 B8 BB                             |
| Ref. numérica | &#7738;                                | &#x1E3A;                               | &#7739;                              | &#x1E3B;                             |